# Memorial de Agravios (1809)
El Memorial de Agravios —o como es su nombre exacto, Representación del muy ilustre Cabildo colonial cabildo de Santafé a la Suprema Junta Central de España— es un documento escrito por Camilo Torres Tenorio, y fue elaborado el 20 de noviembre de 1809. Es un texto analítico y crítico, en el que Camilo Torres hace énfasis en que los territorios del Nuevo Mundo están poblados por españoles americanos (criollos) que en nada se diferencian de los españoles peninsulares. Nunca se publicó en vida de su autor sino en 1832, esto es, 16 años después de la muerte de Camilo Torres.
El Memorial de Agravios se escribió en vísperas del movimiento navideño independentista de la Nueva Granada. El original forma parte de las colecciones del Museo del 20 de julio (Casa del Florero) en Bogotá y se les muestra al público por temporadas para prevenir su deterioro por exposición frecuente a la luz. El texto también es observado como un documento que aportó a la concienciación por parte de los "criollos" de que eran parte de España, pero también de un nuevo mundo, siendo en conclusión un aporte a la identidad neogranadina que estaba en apogeo en la época.
Durante las últimas décadas del siglo XVIII se generalizó la práctica de impedir a los criollos- acceder a altos cargos públicos, lo que trajo como consecuencia un elevado grado de descontento, pues estos se consideraban tan españoles como los que habían nacido y residían en la España peninsular. El propio Camilo Torres era hijo de un hidalgo español casado con una aristócrata payanesa.